# Левченко Андрій Миколайович
Андрій Миколайович Левченко — старший матрос Збройних сил України, учасник російсько-української війни. Герой України (2025).

## Життєпис
Військову службу проходив у Військово-морських силах збройних сил України в званні старшого матроса. 
Загинув внаслідок важкого поранення.

## Нагороди
- звання Герой України з удостоєнням ордена «Золота Зірка» (21 лютого 2025, посмертно) — за особисту мужність і героїзм, виявлені у захисті державного суверенітету та територіальної цілісності України, самовіддане служіння Українському народові[2].
- орден «За мужність» III ступеня (10 червня 2022) — за особисту мужність і самовіддані дії, виявлені у захисті державного суверенітету та територіальної цілісності України, вірність військовій присязі[3].